# Quadro de medalhas dos Jogos Olímpicos de Inverno de 1964
Este é o quadro de medalhas dos Jogos Olímpicos de Inverno de 1964, realizados em Innsbruck, Áustria. O ordenamento é feito pelo número de medalhas de ouro, estando as medalhas de prata e bronze como critérios de desempate em caso de países com o mesmo número de ouros. Se, após esse critério, os países continuarem empatados, posicionamento igual é dado e eles são listados alfabeticamente. Este é o sistema utilizado pelo Comitê Olímpico Internacional.
Em 2013, o COI decidiu oficialmente sobre a competição de duplas da patinação artística, e definiu que as duplas alemã Marika Kilius e Hans Jürgen Bäumler, e canadense Debbi Wilkes e Guy Revell vão oficialmente dividir a medalha de prata, e que a dupla americana Vivian Joseph e Ronald Joseph não terá que devolver o bronze, sendo declarados medalhistas de bronze.
| Ordem | País                   | Medalha de ouro | Medalha de prata | Medalha de bronze |     |
| ----- | ---------------------- | --------------- | ---------------- | ----------------- | --- |
| 1     | URS União Soviética    | 11              | 8                | 6                 | 25  |
| 2     | AUT Áustria            | 4               | 5                | 3                 | 12  |
| 3     | NOR Noruega            | 3               | 6                | 6                 | 15  |
| 4     | FIN Finlândia          | 3               | 4                | 3                 | 10  |
| 5     | FRA França             | 3               | 4                |                   | 7   |
| 6     | EUA Equipe Alemã Unida | 3               | 3                | 3                 | 9   |
| 7     | SWE Suécia             | 3               | 3                | 1                 | 7   |
| 8     | USA Estados Unidos     | 1               | 2                | 4                 | 7   |
| 9     | CAN Canadá             | 1               | 1                | 1                 | 3   |
| 10    | NED Países Baixos      | 1               | 1                |                   | 2   |
| 11    | GBR Grã-Bretanha       | 1               |                  |                   | 1   |
| 12    | ITA Itália             |                 | 1                | 3                 | 4   |
| 13    | PRK Coreia do Norte    |                 | 1                |                   | 1   |
| 14    | TCH Checoslováquia     |                 |                  | 1                 | 1   |
| TOTAL | TOTAL                  | 34              | 38               | 32                | 104 |